# Generalstabsschule (Schweiz)
Die Generalstabsschule GST S ist die militärische Ausbildungsstätte für angehende Generalstabsoffiziere der Schweizer Armee. Sie hat ihren Sitz in Luzern.

## Organisation
Die GST S ist in einen Stab und in zwei Lehrgangskommandos unterteilt. Der Stab organisiert, plant und unterstützt im Wesentlichen die zwei Kommandos. Das Kommando Lehrgänge (Kdo LG) ist vor allem für die Grund- und Weiterausbildung verantwortlich. Das Kommando Führungssimulator (Kdo Fhr Sim) hat als Hauptaufgabe die Durchführung von simulatorgestützten Ausbildungen und Übungen.

## Auftrag
Die GST S bietet verschiedene Kurse für Generalstabsoffiziere an. Im Wesentlichen hat sie die folgenden Aufträge:
- Grund- und Weiterausbildung der Generalstabsoffiziere
- Weiterausbildung der Stabsoffiziere der Grossen Verbände
- Simulatorgestützte Stabsübungen zu Gunsten der Grossen Verbände sowie verschiedener Lehrgänge innerhalb der HKA

## Lehrgänge
Es können folgende Generalstabslehrgänge (GLG) besucht werden, welche nötig sind, um in den jeweiligen Funktionen zu arbeiten.

### GLG I
Dauer: 4 Wochen

Ausgebildete Funktionen: Chef Operationen, Generalstabsoffizier Operationen, Chef Nachrichten Beschaffung

Methodik: Einzelarbeit

### GLG II
Dauer: 4 Wochen

Ausgebildete Funktionen: Chef Logistische Führung

Methodik: Einzelarbeit

### GLG III-1
Dauer: 2 Wochen

Ausgebildete Funktionen: Chef Führungsdienst, Chef Triage

Methodik: Gruppenarbeit

### GLG III-2
Dauer: 2 Wochen

Ausgebildete Funktionen: Generalstabsoffiziersfunktion

Methodik: Stabsübung

### GLG IV
Dauer: 3 Wochen

Ausgebildete Funktionen: Chef Führungsgrundgebiet

Methodik: Stabsübung

### GLG V
Dauer: 3 Wochen

Ausgebildete Funktionen: Stabschef, Kommandant Stellvertreter

Methodik: Stabsübung

## Anforderungen
Um an der Generalstabsschule aufgenommen zu werden, müssen strikte Anforderungen erfüllt sein. Ohne diese erreicht zu haben, besteht keine Möglichkeit zur Promotion. Die Kriterien sind die folgenden:
- Bestehen von drei Fortbildungsdiensten der Truppe (FDT) als Einheitskommandant mit der Benotung sehr gut im letzten FDT
- Bestehen einer Inspektion durch den Kommandanten des Grossen Verbandes mit entsprechendem Vorschlag für die Generalstabsausbildung
- Bestehen des Führungslehrgangs II mit der minimalen Benotung gut
- Bestehen der Psychologischen Eignungsprüfung (PEP) am Fliegerärztlichen Institut
- Bestehen des Assessments / Militärische Eignungsprüfung (MEP) für angehende Generalstabsoffiziere
- Vorschlag zur Einberufung in den Generalstabslehrgang I (GLG I) durch den Chef der Armee
- Bestehen der Generalstabslehrgänge I und II mit der minimalen Benotung genügend

## Gesellschaft der Generalstabsoffiziere
Die Gesellschaft der Generalstabsoffiziere (GGstOf) bildet ein exklusives Netzwerk für Generalstabsoffiziere (Gst Of) der Schweizer Armee. Sie wurde am 9. Dezember 2005 von den Generalstabsobersten Hans-Christof Schregenberger (Gründungspräsident), Fulcieri Silvio Kistler und Jean-Pierre Guélat gegründet. Sie ist die Alumni-Organisation der Generalstabsschule. Sie zählt rund 1000 Mitglieder.